# Lior Raz
Lior Raz (héberül: ליאור רז) (Ma'ale Adumim, 1971. november 24. –) izraeli színész és forgatókönyvíró.  Legismertebb alakítása Doron Kabilio a Fauda című politikai thriller televíziós sorozatban és Segev Azulai a Hit & Run (Cserben hagyva) című filmben.

## Fiatalkora
Raz Ma'ale Adumimban, egy 40 000 lakosú izraeli településen született Ciszjordániában, hét kilométerre Jeruzsálemtől, ahol felnőtt. Szülei Irakból és Algériából vándoroltak Izraelbe. Apja Izraelben szolgált a Shayetet 13-ban és a Shin Betben, majd később egy faiskolát vezetett.  Édesanyja tanárnő. Anyanyelve a héber, bár Raz úgy nőtt fel, hogy arabul beszélt otthon apjával és nagyanyjával, valamint néhány arab munkással, akik a játszótársai voltak apja faiskolájában.
Miután 18 évesen elvégezte a középiskolát, bevonult az Izraeli Védelmi Erőkbe, és a Sayeret Duvdevan  néven ismert elit titkos terrorelhárító egység kommandósa lett. 20 évig a Duvdevan egységnél is szolgált tartalékosként.
Raznak három évig, 19 éves koráig volt egy barátnője, akit Iris Azulainak hívtak. 1990 októberében egy palesztin arab halálra szúrta őt egy 15 hüvelykes késsel Jeruzsálemben. A férfit, aki megkéselte, később kiengedték a börtönből a 2011-es Gilad Shalit fogolycserében,  amelynek során 1027 foglyot engedtek szabadon annak érdekében, hogy a Hamász által öt éve fogva tartott Gilad Shalit elrabolt izraeli katona kiszabaduljon a fogságból.
1993-ban, katonai szolgálata után Raz az Egyesült Államokba költözött, és egy biztonsági cég felvette Arnold Schwarzenegger testőrének. Az Israel Hayomnak adott interjújában azt mondta: „a cég hozzám fordult, mivel ismerték a katonai múltamat, számomra ez volt a legelbűvölőbb dolog, hogy Schwarzenegger és felesége házőrzője legyek”.

## Karrier
Amikor Raz 24 évesen visszatért Izraelbe, a tel-avivi Nissan Nativ drámaiskolában tanult.
Első színészi éveiben Raz különböző darabokban játszott, mint például a Don Juan, a Macbeth és a The Teenagers. Kisebb szerepeket is kapott izraeli tévésorozatokban. 2004-ben a Michaela című filmben rendőrnyomozót, az Adumotban pedig Ben Shabat játékvezetőt alakított. 2005-ben Shimit alakította első játékfilmjében, a Gotta Be Happyben. 2008-ban a Srugim című televíziós drámában szerepelt Izraelben, egy évvel később pedig a Mesudarim vígjátékban Shin Bet ügynökként, illetve Maorként a Noah's Ark-ban. 2011-ben rendőri egység parancsnokát alakította Nadav Lapid Policeman című drámájában, Asa'elt pedig a Prime Minister's Children című politikai drámában Rami Heuberger mellett.
2012-ben Raz alakította a Nissan Title-t egy pszichológiai thrillerben, a The Gordin Cell című kémdrámában, és feltűnt a The World is Funny című filmben mint Barak. 2013-ban a The Arbitrator című krimisorozat negyedik évadában játszotta a rendőrparancsnok szerepét, 2014-ben pedig feltűnt a The Kindergarten Teacher című filmben.
2014-ben Avi Issacharoff-fal, a Háárec újságírójával együtt létrehozta a Fauda című politikai thrillersorozatot, amelyben Raz Doron Kabiliót, egy titkos terrorelhárító Mista'arvim egység parancsnokát alakítja. 2016-ban a sorozat hat díjat nyert, köztük a legjobb drámasorozatot az izraeli Oscar-gálán. 2017 decemberében a The New York Times a Faudát 2017 legjobb nemzetközi műsorának választotta. 2018-ban a sorozat 11 izraeli TV-akadémia díjat nyert, köztük a legjobb tv-dráma, a legjobb színész, valamint a legjobb forgatókönyv, casting, operatőr, felvétel és speciális effektusok díját.
2018-ban Raz egy Magdala-közösség vezetőjét alakította a Mary Magdalene című filmben, amelyet Helen Edmundson írt. Ugyanebben az évben feltűnt az Operation Finale című filmben, ahol Isser Harelt, az izraeli hírszerző ügynökség, a Moszad igazgatóját alakította.
2021 augusztusában a Netflix kiadott egy új sorozatot Hit & Run (Cserben hagyva) címmel, amelyben Raz szerepel. A műsort Raz, Avi Issacharof, Dawn Prestwich és Nicole Yorkin közösen készítette.

## Magánélet
Raz feleségül vette Meital Berdah izraeli színésznőt, négy gyermekük született. Ramat HaSharonban, Izraelben élnek.

## Filmográfia
| Film          | Film                                  | Film                   | Film         |
| Év            | Cím                                   | Szerep                 | Megjegyzések |
| ------------- | ------------------------------------- | ---------------------- | ------------ |
| 2000          | Delta Force One: The Lost Patrol      | Barlangőr              |              |
| 2005          | Muchrachim Lehiyot Same'ach           | Shimi                  |              |
| 2008          | Everything Starts at the Sea          | Tiszt                  |              |
| 2008          | Eli & Ben                             | Beépített rendőr       |              |
| 2010          | Mabul                                 | Rafi                   |              |
| 2011          | Policeman                             |                        |              |
| 2012          | Haolam Mats'hik                       | Barak                  |              |
| 2014          | The Kindergarten Teacher              | Nira férje             |              |
| 2018          | Mary Magdalene                        | Magdala-közösségvezető |              |
| 2018          | Operation Finale                      | Isser Harel            |              |
| 2018          | Hollywood Salutes Israel              | Saját maga             |              |
| 2019          | Six Underground – Hatan az alvilágból | Rovach Alimov          |              |
| 2020          | Dena Gildens Life                     | Levi Cohan             |              |
| Televízió     |                                       |                        |              |
| Év            | Cím                                   | Szerep                 | Megjegyzések |
| 2011–2012     | Prime Minister's Children             | Asael                  | 18 epizód    |
| 2013          | Scarred                               | Shmulik                | 16 epizód    |
| 2015-jelenleg | Fauda                                 | Doron Kabillio         | 36 epizód    |
| 2016–2017     | Dumb                                  | Amos                   | 4 epizód     |
| 2021          | Cserben hagyva                        | Segev Azulai           | 10 epizód    |

## Fordítás
Ez a szócikk részben vagy egészben  a   Lior Raz című angol Wikipédia-szócikk ezen változatának fordításán alapul.  Az eredeti cikk szerkesztőit annak laptörténete sorolja fel. Ez a jelzés csupán a megfogalmazás eredetét és a szerzői jogokat jelzi, nem szolgál a cikkben szereplő információk forrásmegjelöléseként.